# Redemptoris Mater
Redemptoris Mater (hrv. Majka Otkupiteljeva) je šesta enciklika pape Ivana Pavla II. o ulozi Djevice Marije u životu Crkve. Objavljena je 25. ožujka 1987.
Ime enciklike "Majka Otkupiteljeva" usko je povezano s prvom enciklikom pape Ivana Pavla II. Redemptor hominis (hrv. Otkupitelj čovjeka), koja govori o Isusovom otkupiteljskom djelu.
Enciklika ponavlja glavne točke katoličke mariologije, osobito Papa naglašava ideju da je Marija majka Božjeg Sina, također i Majka Crkve.
Osim teoloških tema u enciklici se razmatraju pitanja braka, obitelji, "kućne Crkve", i o ulozi majke u kršćanskom odgoju djece.
U drugom dijelu, Papa otvara i ekumenska pitanja, ističući da Istočna Crkva (pravoslavna i stare orijentalne) duboko štuju Majku Božju.
Papa tvrdi u enciklici da Marija ima posebno značenje za žene. Papa piše kako žena može u Mariji, naći odgovor na pitanje kako živjeti kao žena s dostojanstvom i naći pravi put da se ostvari. Enciklika tvrdi da postoji temeljna jednakost između žena i muškaraca koja se dobiva krštenjem u Crkvi, što je iznad svih razlika u funkcijama koje se obavljaju u Crkvi.
U ovoj je enciklici svetog Ljudevita Montfortskoga naveo kao učitelja marijanske duhovnosti. Čitanje njegove knjige „Rasprava o pravoj pobožnosti prema Presvetoj Djevici Mariji” bila je "odlučujuća prekretnica" u njegovu životu.